# Пуфе, Маргитта
Маргитта (Дрёзе-) Пуфе (в девичестве Людевиг) (нем. Margitta (Droese-)Pufe (Ludewig); род. 10 сентября 1952, Гера) — восточно-германская легкоатлетка (толкание ядра, метание диска), бронзовый призёр летних Олимпийских игр 1980 года в Москве, участница двух Олимпиад.

## Карьера
В 1970 году в Париже на чемпионате Европы среди юниоров Людевиг стала бронзовым призёром. На прошедшем в Милане в 1978 году чемпионате Европы в помещении Пуфе завоевала бронзовую медаль. В том же году в Праге на чемпионате Европы Пуфе завоевала бронзу в толкании ядра и серебро в метании диска.
На летней Олимпиаде 1976 года в Монреале Пуфе выступала в толкании ядра и заняла итоговое 6-е место (19,79 м). На следующей Олимпиаде в Москве Пуфе выступала в двух дисциплинах. В метании диска она стала пятой (66,12 м), а в толкании ядра завоевала олимпийскую бронзу (21,20 м), пропустив вперёд свою соотечественницу Илону Слупянек (22,41 м — олимпийский рекорд) и представительницу СССР Светлану Крачевскую (21,42 м).